# تيمور الشرقية
تيمور الشرقية (رسمياً جمهورية تيمور الشرقية الديمقراطية) هي دولة تقع في جنوب شرق آسيا. تضم النصف الشرقي من جزيرة تيمور وجزيرتي أتاورو وجاكو القريبتين وأوكوسي التي هي عبارة عن منطقة معزولة في القسم الشمالي الغربي من الجزيرة داخل تيمور الغربية الإندونيسية. تبلغ مساحة البلاد 15,410 كم2 (5,400 ميل مربع)  على بعد نحو 640 كلم (400 ميل) إلى الشمال الغربي من مدينة داروين الأسترالية.
خضعت تيمور الشرقية للاستعمار البرتغالي في القرن السادس عشر، وكانت تعرف بتيمور البرتغالية حتى إنهاء الاستعمار البرتغالي للبلاد. في أواخر عام 1975، أعلنت تيمور الشرقية استقلالها، ولكن في وقت لاحق من ذلك العام تم غزوها واحتلالها من قبل إندونيسيا وأعلنت المقاطعة الأندونيسية رقم 27 في العام التالي. في عام 1999، وبعد استفتاء تقرير المصير برعاية الأمم المتحدة، تخلت أندونيسيا عن إقليم تيمور الشرقية لتصبح أحدث دولة ذات سيادة في القرن الواحد والعشرين يوم 20 أيار / مايو 2002. تيمور الشرقية هي واحدة من بين دولتين اثنتين فقط تهيمن فيهما الكنيسة الرومانية الكاثوليكية في آسيا، والأخرى هي الفلبين.
تيمور الشرقية ذات اقتصاد بدخل متدني. لا تزال تعاني من آثار سنوات من حرب الاستقلال ضد إندونيسيا، والتي أضرت بالبنية التحتية وشردت آلاف المدنيين. تحتل تيمور الشرقية المرتبة 162 حسب مؤشر التنمية البشرية بين دول العالم، والتي هي ثاني أدنى مرتبة في آسيا.

## أصل التسمية
تعني كلمة تيمور في اللغة الإندونيسية والملاوية الشرق ودخلت البرتغالية باسم تيمور ومن ثم الإنجليزية باسم تيمور البرتغالية. في لغة التيتوم تستخدم كلمة لوروسا والتي تعني أيضا الشرق، أو حرفياً «الشمس المشرقة».
الاسم الرسمي في إطار الدستور هو جمهورية تيمور الشرقية الديمقراطية بالبرتغالية وبلغة التيتوم لكن التسمية البرتغالية هي الأكثر شيوعاً عالمياً. بعد الاستقلال، طلبت الحكومة بأن يكون الاسم الرسمي في كل اللغات تيمور-ليست (تيمور الشرقية باللغة البرتغالية)، لكن لم يتم تبني هذا الاسم في البلدان الناطقة باللغة الإنكليزية، حيث استخدم اسم شرقي تيمور.

## التاريخ

شعار تيمور البرتغالية (1935-1975)

### المراحل المبكرة
سُكِنَت جزيرة تيمور كجزء من الهجرات البشرية التي شكلت أسترالاسيا بشكل عام. يُعتقد أن أصول السكان الأصليين تعود لثلاث موجات من الهجرة. الأولى مشابهة لمجموعات السكان الأصليين في غينيا الجديدة وأستراليا والذين وصلوا البلاد قبل 40000 سنة مضت. حوالي 3000 قبل الميلاد وصل الأسترونيزيون إلى تيمور وربما يرتبطون بتطور الزراعة هناك. ثالثاً وصل أسلاف الملايو من جنوب الصين وشمال الهند الصينية. أبقت التضاريس الجبلية للجزيرة هذه الجماعات منفصلة، الأمر الذي يعد سبباً للتنوع اللغوي الكبير في تيمور الشرقية اليوم.
وقعت تيمور ضمن طرق التجارة الصينية والهندية في القرن 14 كمصدر لخشب الصندل العطري والعبيد والعسل والشمع. ذُكِرَت تيمور لأول مرة في السجلات التاريخية في ناغاراكريتاغاما، القسم 14 الذي يذكر تيمور على أنها جزيرة تقع تحت حكم ماجاباهيت. تشمل تقارير أوائل المستكشفين الأوروبيين وجود عدد من المشيخات الصغيرة أو الإمارات في أوائل القرن السادس عشر. أهمها هي مملكة ويهالي في تيمور المركزية، وعاصمتها لاران، وتيمور الغربية التي ينتمي إليها التيتوم والبوناك والكيماك.

### الاستعمار البرتغالي
كان البرتغاليون أول الأوروبيين استعماراً لجزر جنوب شرق آسيا عندما وصلوا في القرن السادس عشر. أنشئوا مواقع لهم في جزر الملوك (ضمن أندونيسيا حالياً) وتيمور والجزر المحيطة بها. خلال حكم آل هابسبورغ للبرتغال (1580-1640)، فقدت البرتغال جميع مستوطناتها المحيطة لصالح الهولنديين بحلول منتصف القرن السابع عشر. لم تخضع المنطقة للسيطرة المباشرة للاحتلال الأوروبي إلا بعد 1769 عندما أنشئت مدينة ديلي عاصمة تيمور البرتغالية. اكتسبت هولندا في القرن التاسع عشر موطئ قدم في النصف الغربي من جزيرة تيمور، وأخضعت الشطر الغربي رسمياً لسطلتها وفق معاهدة لشبونة عام 1859. في عام 1916 رسمت الحدود النهائية وفقاً لمعاهدة لاهاي رسمت الحدود النهائية بين الشطرين البرتغالي والهولندي وهي الحدود الحالية بين تيمور الشرقية وأندونيسيا.
لم تكن تيمور الشرقية بالنسبة للبرتغاليين أكثر من مركز تجاري مهمل حتى أواخر القرن التاسع عشر. كان الاستثمار في البنية التحتية والصحة والتعليم بحده الأدنى. خشب الصندل كان الصادر الرئيسي بينما ازدادت أهمية البن في منتصف القرن التاسع عشر. كان الحكم البرتغالي في المناطق الخاضعة مباشرة لهم وحشياً واستغلالياً. في بداية القرن العشرين، أدى الاقتصاد الوطني المتعثر للبرتغال لدفعها لاستخراج ثروات أكبر من مستعمراتها مما ولد مقاومة تيمورية.
في أواخر عام 1941، احتل الهولنديون والأستراليون تيمور البرتغالية لفترة وجيزة في محاولة لاستباق الغزو الياباني للجزيرة. احتج الحاكم البرتغالي على الاحتلال وتراجعت القوات الهولندية إلى الجانب الهولندي من الجزيرة. نزلت قوة يابانية في ديلي وطردت الحامية الأسترالية الصغيرة، بينما أصبحت الجبال الداخلية مسرحا لحرب عصابات عرفت باسم معركة تيمور. أدى الصراع بين قوات التحالف والمتطوعين التيموريين من طرف والجيش الياباني من طرف آخر إلى مقتل 40-70 ألفاً من التيموريين. بعد انتهاء الحرب عادت السيطرة للبرتغاليين.
بدأت عملية تصفية الاستعمار في تيمور البرتغالية في عام 1974، في أعقاب تغيير الحكومة في البرتغال بعد ثورة القرنفل. نظرا لعدم الاستقرار السياسي والمخاوف من زوال الاستعمار في أنغولا وموزامبيق هجرت البرتغال تيمور الشرقية التي أعلنت استقلالها من جانب واحد في 28 تشرين الثاني / نوفمبر 1975. بعد تسعة أيام، غزتها القوات الاندونيسية قبل أن يعترف بتيمور الشرقية دولياً.

### الاحتلال الإندونيسي
مع بدء ظهور الأحزاب السياسية داخل البلاد، نظم الجيش الأندونيسي عملية يدعم فيها أبوديتي، وهو حزب موالٍ لأندونيسيا شجّع الانقسامات بين الأحزاب المؤيدة للاستقلال. نشبت حرب أهلية قصيرة في عام 1975. زعمت أندونيسيا أن حزب فريتيلين التيموري الذي حصل على بعض الدعم الصريح من جمهورية الصين الشعبية هو حزب شيوعي. خوفاً من التأثير الشيوعي في جنوب شرق آسيا وخصوصاً في أعقاب الحملة في فييتنام، أيدت الولايات المتحدة  وحليفتها أستراليا  تصرفات الحكومة الموالية لأندونيسيا وبالتالي الغرب. أيد مجلس الأمن الدولي بالإجماع وقف أندونيسيا لغزوها والانسحاب فورا من تيمور الشرقية، لكن الولايات المتحدة رفضت فرض أي عقوبات اقتصادية أو أي وسيلة لتنفيذ هذا القرار.
أعلن الإقليم المقاطعة 27 من أندونيسيا في تموز / يوليو 1976. بينما كان وضعها الاسمي في الأمم المتحدة «الأرض غير المتمتعة بالحكم الذاتي تحت الإدارة البرتغالية.»

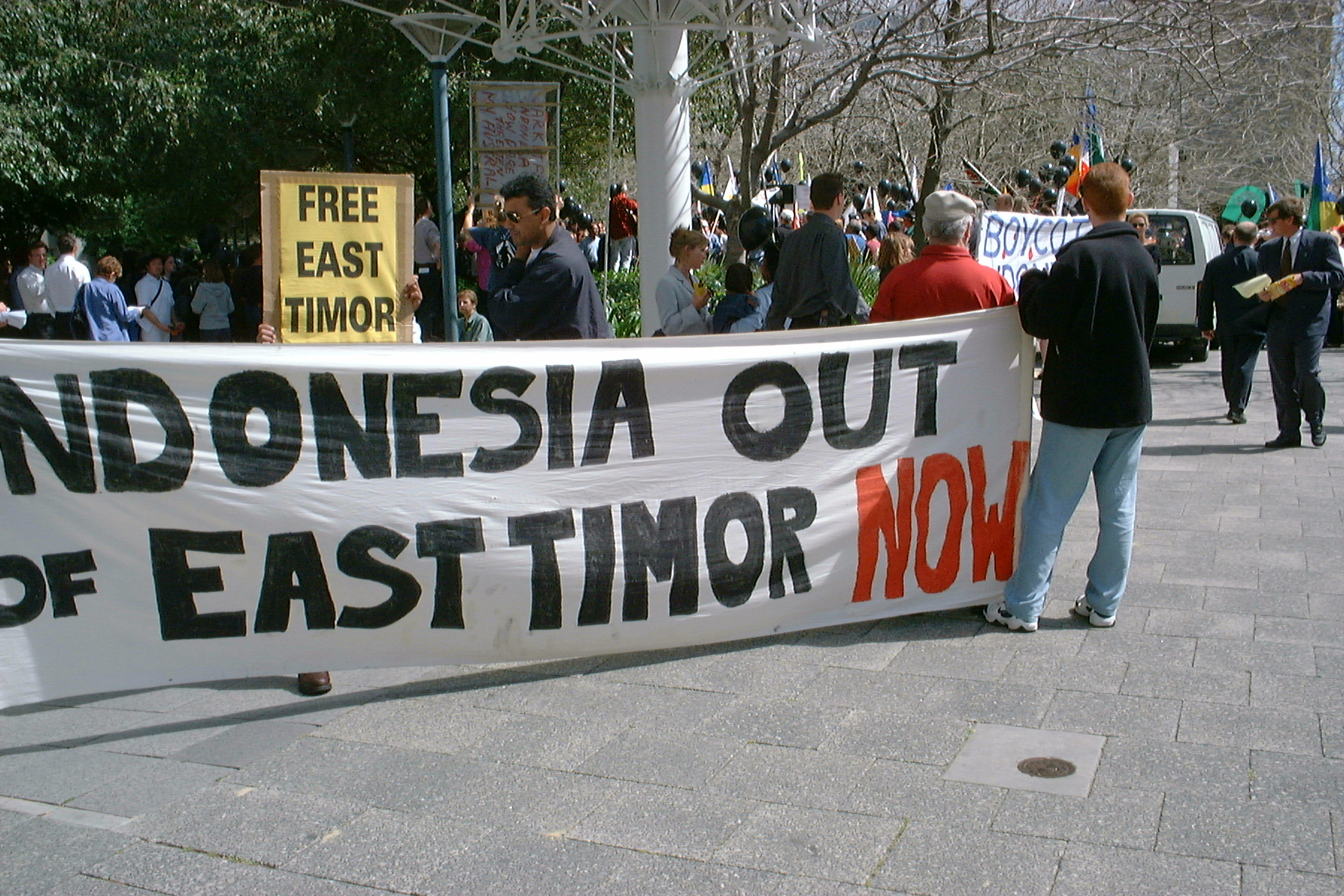
مظاهرة تطالب بالاستقلال عن أندونيسيا.

اتسم الحكم الأندونيسي في تيمور الشرقية غالباُ بالعنف الشديد والقسوة، تشير التقديرات إلى مقتل ما بين 60-200 ألفاً من التيموريين الشرقيين خلال فترة الاحتلال. في تقرير إحصائي مفصل أعدته لجنة الاستقبال والحقيقة والمصالحة في تيمور الشرقية وجود حد أدنى يقدر 102,800 حالة وفاة ذات الصلة بالصراع في الفترة 1974-1999، أي ما يقرب من 18,600 قتيلاً و 84,200 حالة وفاة بسبب الجوع والمرض.
خاضت المجموعة المسلحة في تيمور الشرقية المعرفة باسم فالنتيل حملة ضد القوات الأندونيسية من 1975-1999، حيث جرى تدريب بعض أعضائها في البرتغال على يد القوات البرتغالية الخاصة. شكلت مذبحة ديلي نقطة تحول بالنسبة لقضية تيمور الشرقية على الصعيد الدولي، حيث نمت حركة التضامن مع تيمور الشرقية في البرتغال وإستراليا والولايات المتحدة.

### الاستقلال
بعد اتفاق برعاية الأمم المتحدة بين إندونيسيا والبرتغال والولايات المتحدة، أعلن قرار مفاجئ من قبل الرئيس الإندونيسي يوسف حبيبي عن نيته تنظيم استفتاء شعبي تحت إشراف الأمم المتحدة عقد يوم 30 آب / أغسطس 1999، للاختيار بين الاستقلال الذاتي ضمن إندونيسيا أو الاستقلال النهائي. اختار 78.5 ٪ من الناخبين الاستقلال، لكن اشتعلت اشتباكات عنيفة حرض عليها في المقام الأول عناصر في الجيش الاندونيسي وبمساعدة المليشيات الموالية لأندونيسيا بقيادة أوريكو غوتيريس بعد ذلك بقليل. تدخلت قوة حفظ السلام (القوة الدولية التي تقودها أستراليا) لاستعادة النظام. حيث فرت الميليشيات عبر الحدود إلى تيمور الغربية الأندونيسية، حيث وقعت محاولات لعبور الحدود وتنفيذ غارات مسلحة متفرقة. هزمت هذه المليشيات كما دفع الرأي الأخلاقي الدولي بأندونيسيا لسحب دعمها الضمني للمليشيات التي انحلت نهائياً. استبدلت قوة إنترفت بقوة من الشرطة الدولية تابعة للامم المتحدة، وأصبحت البعثة تعرف باسم بعثة الإدارة الانتقالية، وتشكلت قوة للتحقيق في الفظائع المزعومة. ترأّس بعثة الأمم المتحدة الراحل سيرجيو دي ميللو كحاكم انتقالي من ديسمبر 1999 إلى أيار / مايو 2002. يوم 2 ديسمبر 1999، أنشأ دي ميلو المجلس الاستشاري الوطني، وهو هيئة سياسية تتكون من 11 عضواً من تيمور الشرقية وأربعة أعضاء من بعثة الأمم المتحدة وكلف المجلس بالإشراف على عملية صنع القرار خلال الفترة الانتقالية المؤدية إلى الاستقلال. واجهت بعثة الأمم المتحدة في البداية صعوبة في إثبات مصداقيتها في أوساط القيادة التيمورية، مما أدى إلى أعمال عنف في الشوارع. شكلت ورشة عمل هامة في الأول من آذار / مارس 2000، جلبت قيادات تيمور الشرقية ومسؤولي الأمم المتحدة معا لمراجعة إستراتيجية الإدارة، وتحديد الاحتياجات المؤسسية. نظمت ورشة العمل من قبل فرانسيس مارتن أودونيل ، بينما قاد الوفد التيموري جوزيه راموس هورتا وضم مرعي الكثيري. كانت النتيجة مسودة متفق عليها لإدارة مشتركة مع السلطات التنفيذية، بما في ذلك قادة المؤتمر الوطني لإعادة إعمار تيمور، بقيادة الرئيس المستقبلي للبلاد شانانا غوسماو. تم العمل على المزيد من التفاصيل في مؤتمر أيار / مايو 2000. قدم دي ميلو الخطة جديدة لمؤتمر للمانحين في لشبونة في 22 حزيران / يونيو 2000، وإلى مجلس الأمن الدولي يوم 27 يونيو 2000. في 12 تموز / يوليو 2000، تبنّت المجلس الاستشاري الوطني تشريعاً يشكل حكومة انتقالية من أربعة من تيمور الشرقية وأربعة ممثلين عن بعثة الأمم المتحدة. وضعت الإدارة المشتركة بنجاح أسس الاستقلال، وفي 27 أيلول / سبتمبر 2002 انضمت للأمم المتحدة.

### ما بعد الاستقلال
في نيسان / أبريل 2006، اندلعت أعمال شغب في ديلي بعد منافسة بين قوات الجيش والشرطة، حيث قتل 40 شخصا وفر أكثر من 20,000 من منازلهم. اندلع القتال بين القوات الموالية للحكومة وقوات فالنتيل الساخطين في مايو 2006. بناء على دعوة من رئيس مجلس الوزراء وأستراليا وماليزيا ونيوزيلندا والبرتغال أرسلت قوات إلى تيمور في محاولة لقمع العنف. في 26 حزيران / يونيو، استقال رئيس الوزراء مرعي الكثيري، بعد إنذار من الرئيس شانانا غوسماو انه سيستقيل إذا لم يستقل الكثيري.عين جوزيه راموس هورتا خلفا لالكاتيري يوم 8 تموز / يوليو 2006. في نيسان / أبريل 2007، رفض غوسماو فترة رئاسية أخرى. وخلال الحملات الانتخابية لعام 2007 تجددت أعمال العنف في شباط / فبراير وآذار / مارس 2007. أعلن جوزيه راموس هورتا رئيسا في 20 أيار /مايو 2007، بعد فوزه في انتخابات الرئاسة في الجولة الثانية. كما عين غوسماو رئيساً للوزراء في 8 آب / أغسطس 2007. أصيب الرئيس راموس هورتا بجروح خطيرة في محاولة فاشلة لاغتياله في 11 شباط 2008 دبرها على ما يبدو الفريدو رينادو، وهو جندي متمرد لقي حتفه في الهجوم. تعرض رئيس الوزراء غوسماو أيضا لإطلاق نار بشكل منفصل ولكن لم يصبه ضرر. أرسلت حينها الحكومة الأسترالية تعزيزات على الفور إلى تيمور الشرقية للحفاظ على النظام.

## السياسة

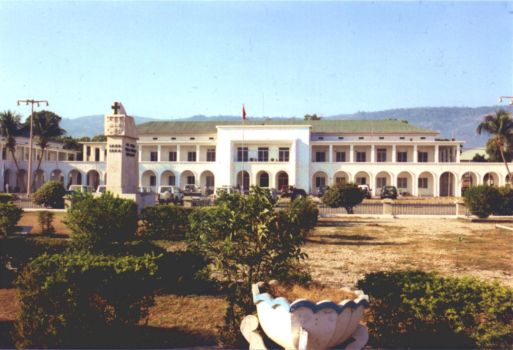
قصر الحكومة في ديلي.

### نظام الرئاسي
قائد الدولة في تيمور الشرقية هو الرئيس الذي ينتخب بالاقتراع الشعبي لولاية مدتها خمس سنوات. وعلى الرغم من كون دوره رمزياً إلى حد كبير، فإن للرئيس حق نقض أنواع معينة من التشريعات. عقب الانتخابات، يعين رئيس الجمهورية زعيم حزب الأغلبية أو تحالف الأغلبية رئيساً للوزراء. كرئيس للحكومة، يترأس رئيس الوزراء مجلس الدولة أو مجلس الوزراء.

### البرلمان
يتكون البرلمان التيموري من غرفة واحدة، ويتم انتخاب أعضائه بالاقتراع الشعبي لولاية مدتها خمس سنوات. يبلغ عدد مقاعد البرلمان 52 كحد أدنى إلى 65، رغم وجود عدد استثنائي حالياً يبلغ 88 عضوا. نظرا لكونه أول برلمان للبلاد. تمت صياغة الدستور وفقاً لدستور البرتغال. كما أن البلاد لا تزال في عملية بناء الإدارة والمؤسسات الحكومية.

### الإدارات الحكومية
- الشرطة الوطنية لتيمور الشرقية.
- وزارة الدولة والشؤون الداخلية في تيمور الشرقية.
- قسم الطيران المدني في تيمور الشرقية
- إدارة الهجرة في تيمور الشرقية

### التقسيمات الإدارية

خريطة تشمل محافظات تيمور الشرقية.

تقسم تيمور الشرقية إلى 13 منطقة إدارية:
- اوتيم
- باكاو
- فيكيكي
- ماناتوتو
- ديلي
- أيلو
- مانوفاهي
- ليكويسا
- إرميرا
- أينارو
- بوبونارو
- كوفا ليما
- أوكوسي أمبينو

#### المناطق
وتنقسم المناطق إلى 65 مقاطعة فرعية و 442 ساكو و 2225 ألدايا.

## الجغرافيا

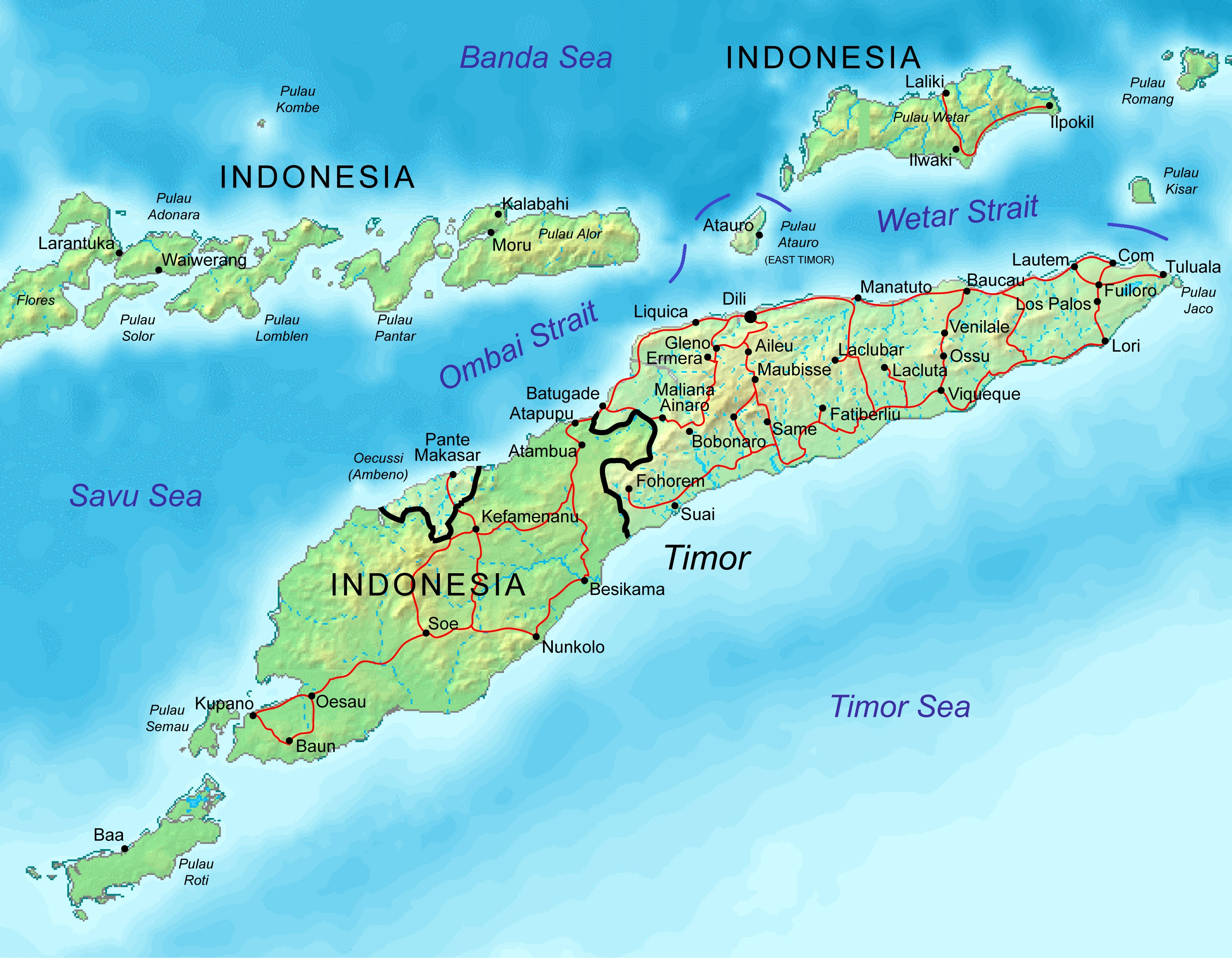
خريطة لتيمور الشرقية تظهر المدن والطرق الرئيسية.

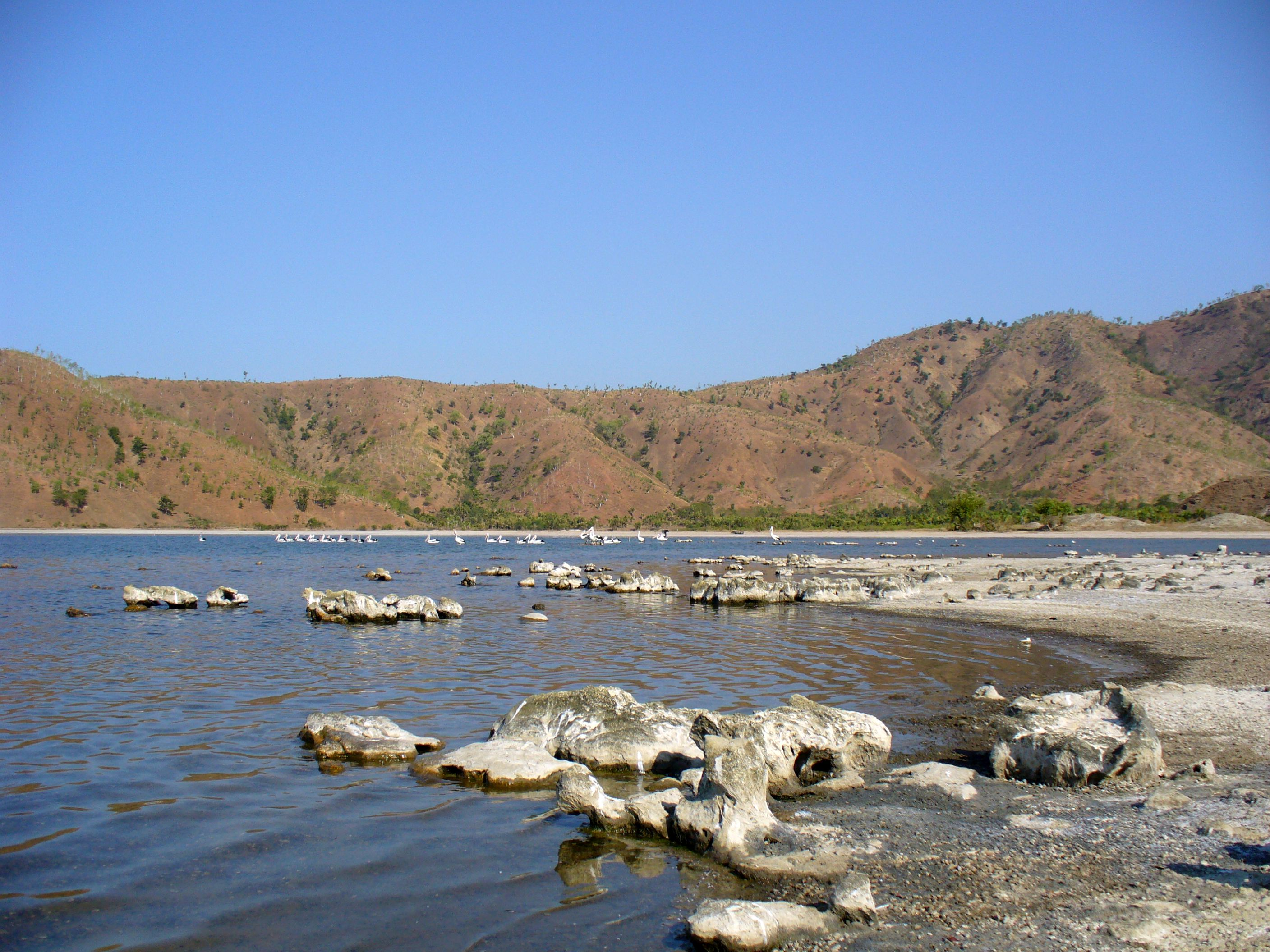
تاسيتولو في ديلي.

### الموقع
تقع تيمور الشرقية في جنوب شرق آسيا وتعد جزيرة تيمور جزءاً من جزر هذه المنطقة، كما أنها أكبر جزر سوندا الصغرى وأقصاها شرقاً. يقع إلى الشمال من الجزيرة الجبلية مضيق أومباي ومضيق ويتار وبحر باندا الكبير. من الجنوب يفصل بحر تيمور الجزيرة عن أستراليا، بينما يحدها من الغرب المحافظة الاندونيسية نوسا تنقارا الشرقية. أعلى جبل في تيمور الشرقية هو تاتامايلاو (المعروف أيضا باسم جبل راميلاو) بارتفاع 2963 متر (9721 قدم).

### المناخ
المناخ المحلي استوائي حار ورطب وعموما، يتميز بالموسمين الجاف والممطر. العاصمة وأكبر مدينة والميناء الرئيسي هي ديلي، بينما ثاني أكبر مدينة هي من بوكو في الشرق.

### الغابات
تتألف المنطقة الشرقية لتيمور الشرقية من مدى بيتشاو ومنطقة ايرالالارو. اقترح جعل هذه المنطقة أولى المحميات في تيمور الشرقية حيث تحتوي على ما تبقى من مساحة البلاد من الغابات الاستوائية الجافة. كما أنها موطن لعدد من النباتات والأنواع الحيوانية الفريدة وهي قليلة الكثافة السكانية. يتميز الساحل الشمالي بعدد من نظم الشعاب المرجانية التي يعتقد أنها في خطر.

## الاقتصاد

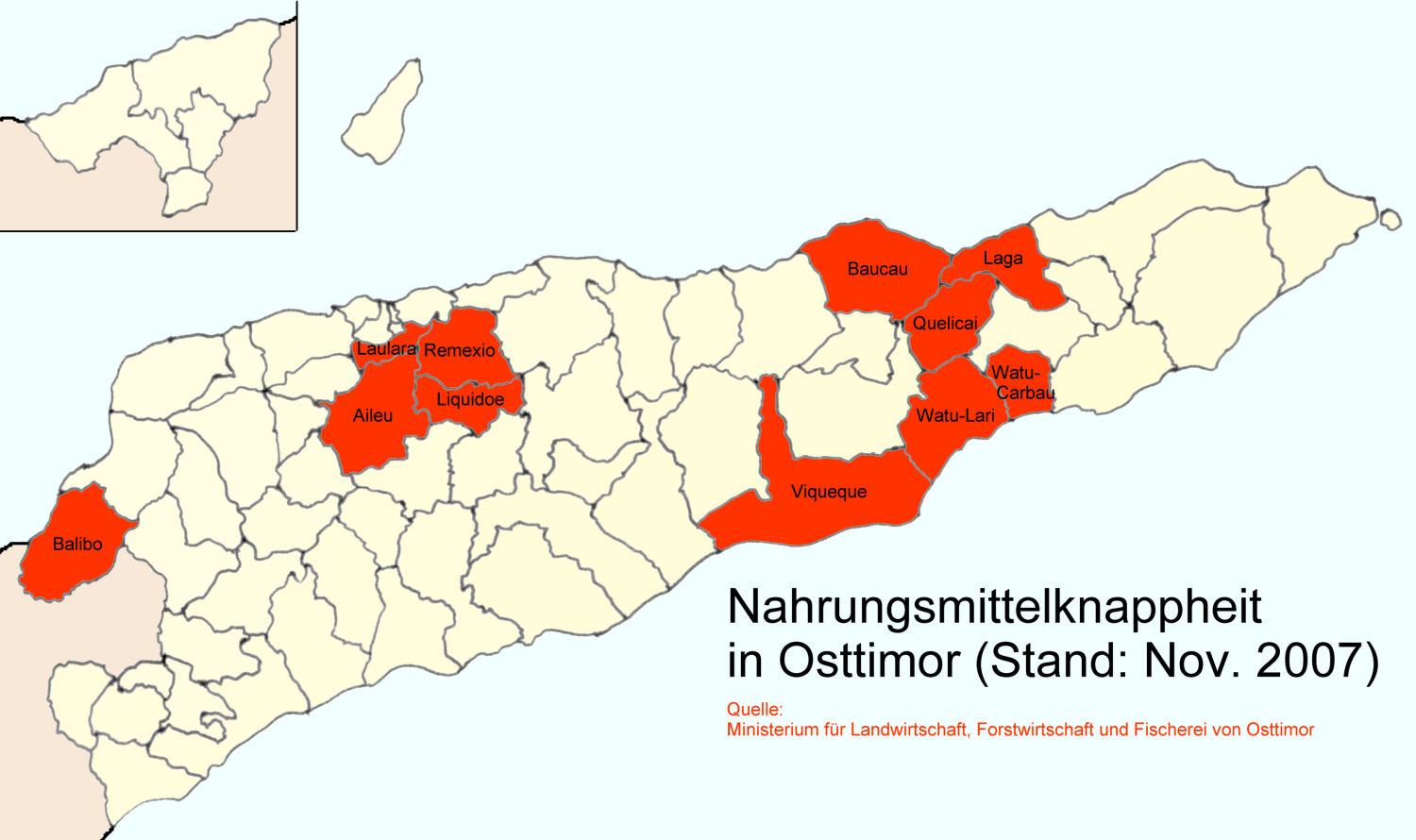
المقاطعات الفرعية التي عانت من المجاعة في تشرين الثاني 2007

عرفت تيمور قبل وأثناء الاستعمار بخشب الصندل.
في أواخر عام 1999، تم تدمير حوالي 70 ٪ من البنية التحتية الاقتصادية في تيمور الشرقية بسبب النزاع الدائر في البلاد، كما فر نحو 260 ألف شخص غرباً. أعيد بناء قسم كبير من البنية التحتية بين عامي 2002-2005 ضمن برنامج دولي بقيادة الأمم المتحدة وبإشراف مستشارين مدنيين، و 5000 من قوات حفظ السلام (8000 عند الذروة) و 1300 ضباط شرطة. بحلول منتصف عام 2002 عاد كل اللاجئين عدا 50,000 منهم.
أحد المشاريع الواعدة طويلة الأمد هو مشاركة أستراليا في تطوير موارد النفط والغاز الطبيعي في مياه جنوب شرق تيمور. منحت الإدارة الاستعمارية البرتغالية تنازلات لاستكشاف الآبار المحيطة لشركة أوسيانيك أكسبلوريشن كوربوريشين. لكن الغزو الاندونيسي في عام 1976 ألغى هذا الأمر وقسمت الموارد بين اندونيسيا وأستراليا وفقاً لمعاهدة تيمور غاب في عام 1989.حددت المعاهدة مبادئ الاستغلال المشترك للموارد البحرية في «الفجوة» التي خلفها حينها البرتغاليون في تيمور في اتفاقية الحدود البحرية المتفق عليها بين البلدين في عام 1972. قسمت إيرادات المنطقة المشتركة 50 ٪ -50 ٪. بدأت شركتا ودسايد بتروليوم وكونوكو فيلبس تنمية بعض الموارد في تيمور غاب بالنيابة عن الحكومتين في عام 1992.
لم ترث تيمور الشرقية حدوداً بحرية دائمة عند حصولها على الاستقلال، بالتالي رفضت معاهدة تيمور غاب لكونها غير قانونية. تم التوقيع على اتفاق مؤقت (معاهدة بحر تيمور، وقعت عندما أصبحت تيمور الشرقية مستقلة في 20 مايو 2002) عرف منطقة التنمية النفطية المشتركة، ومنح 90 ٪ من عائدات المشاريع القائمة في هذا المجال إلى تيمور الشرقية، و 10 ٪ لأستراليا. أول تطور جديد هام في منطقة التنمية النفطية المشتركة منذ استقلال تيمور الشرقية هي أكبر مورد النفط في بحر تيمور (حقل غاز الشروق الكبير). كان استثمار هذا الحقل موضوعاً لاتفاقات منفصلة في عامي 2003 و 2005. يقع فقط 20 ٪ من الحقل ضمن منطقة التنمية النفطية المشتركة والباقي في المياه التي لا تخضع للمعاهدة (و يطالب بها البلدان). أعطت المعاهدة الأولية المؤقتة 82% من الإيرادات لأستراليا و 18 ٪ فقط إلى تيمور الشرقية.
سعت حكومة تيمور الشرقية للتفاوض على حدود محددة مع أستراليا في منتصف المسافة بين البلدين، وفقا لاتفاقية الأمم المتحدة لقانون البحار. بينما تفضل حكومة أستراليا ترسيم الحدود عند نهاية الجرف القاري الأسترالي الواسع على النحو المتفق عليه مع أندونيسيا في عامي 1972 و 1991. يحال عادة مثل هذا النزاع إلى محكمة العدل الدولية أو المحكمة الدولية لقانون البحار لاتخاذ قرار غير متحيز،  لكن الحكومة الأسترالية سحبت نفسها من هذه المحاكم الدولية (فقط على المسائل المتعلقة الحدود البحرية) قبل وقت قصير من استقلال تيمور. ومع ذلك، تحت ضغط الرأي العام والدبلوماسية، عرضت الحكومة الأسترالية عرضاً في اللحظة الأخيرة بمنح امتياز في حقل الشروق الكبير فقط. في 7 تموز / يوليو 2005، تم التوقيع على اتفاق يضع بموجبه البلدان الخلافات على الحدود البحرية جانباً، وتحصل تيمور الشرقية على 50 ٪ من عائدات (تقدر بنحو 26 مليار دولار أسترالي أو نحو 20 مليار دولار أمريكي على مدى عمر المشروع)  تطوير حقل الشروق الكبير. التطويرات الأخرى داخل المياه التي تطالب بها تيمور الشرقية ولكن خارج منطقة التنمية النفطية المشتركة (لاميناريا - كورالينا – بوفالو) تواصل أستراليا استثمارها من جانبها فقط.
أدى فشل الحصاد في عام 2007 إلى وفيات في أجزاء عديدة من تيمور الشرقية. في تشرين الثاني / نوفمبر 2007، عانت 11 مقاطعة فرعية من نقص غذائي توفر من خلال المساعدات الدولية.
تمتلك تيمور الشرقية أيضا صناعة قهوة كبيرة ومربحة حيث تبيع قهوة عضوية إلى العديد من تجار التجزئة وفي السوق المفتوحة.
توجد حاليا ثلاثة بنوك أجنبية في ديلي: ايه ان زد الأسترالي، بانكو ناسيونال ألترامارينو البرتغالي، بنك مانديري الاندونيسي.
لا توجد قوانين لبراءات الاختراع في تيمور الشرقية.

## التركيبة السكانية

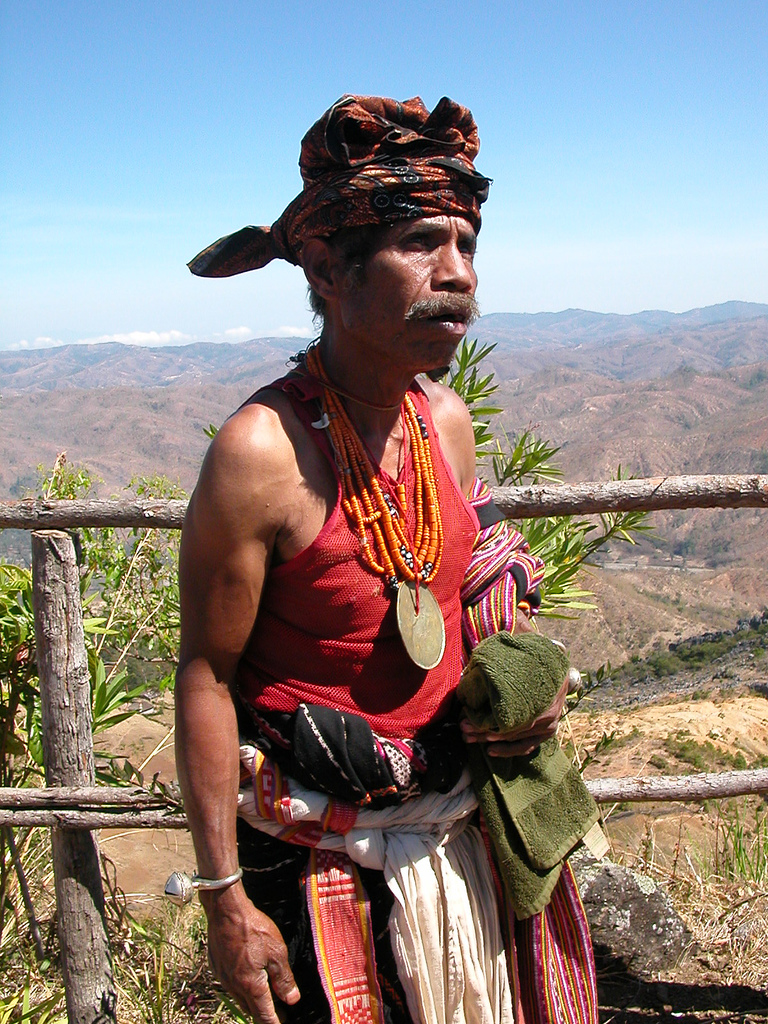
اللباس التقليدي

يبلغ تعداد سكان تيمور الشرقية نحو المليون. كما نما التعداد السكاني بشكل كبير في الآونة الأخيرة بسبب ارتفاع معدل الولادات، ولكن أيضا بسبب عودة اللاجئين. يتركز السكان خصوصا في محيط ديلي.
يطلق على التيموريين بمجملهم موبير من قبل بعض المنظمات السياسية وهو في الأصل اسم يقل من قدرهم لكنه تحول إلى اسم تفخر به حركة فيرتيلين. يتألف شعب تيمور الشرقية من عدد من المجموعات العرقية المختلفة ومعظمهم من أصل مختلط ملايو بولينيزي أو ميلانيزي/ بابوا. أكبر المجموعات العرقية من أصل ملايو بولينيزي هي التيتوم  (أو التيتون) بتعداد يبلغ 100,000 ويقطنون الساحل الشمالي والمناطق المحيطة بديلي. تليهم مجموعة المامبي ويبلغ تعدادهم 80,000 ويقطنون الجبال المركزية. أما توكوديدي ((63170 فيعيشون حول موبارا ولوكويسا، وغالولي (50000) بين قبائل مامبي وماكاسي. كيماك (50000) في شمال مركز جزيرة تيمور. بايكينو (20000) في المنطقة المحيطة ببانته ماكاسار. أما القبائل الرئيسية من أصل بابوا تشمل بوناك (50,000) في المناطق الداخلية الوسطى من جزيرة تيمور وفاتالوكو (30000) في الطرف الشرقي من الجزيرة بالقرب من وسبالوس؛ ماكاسي تجاه الطرف الشرقي من الجزيرة. بالإضافة إلى ذلك، مثل غيرها من المستعمرات البرتغالية السابقة يوجد المستيزو نتيجة الزواج بين الأوروبيين والمحليين. أشهر المستيزو من تيمور الشرقية خوسيه راموس هورتا، المتحدث باسم حركة المقاومة في المنفى، والآن رئيس تيمور الشرقية. ماريو فيغاس كاراسكالاو، المحافظ المعين من قبل أندونيسيا بين عامي 1987 و 1992 أيضاً من المستيزو. توجد أقلية صينية أيضاً في تيمور الشرقية ومعظمهم من الهاكا. غادر معظمهم بعد الغزو الاندونيسي حيث انتقلوا لأستراليا على الرغم من أن العديد من الصينيين التيموريين عادوا للبلاد بما فيهم بيدرو لاي وزير البنية التحتية.

### الدين

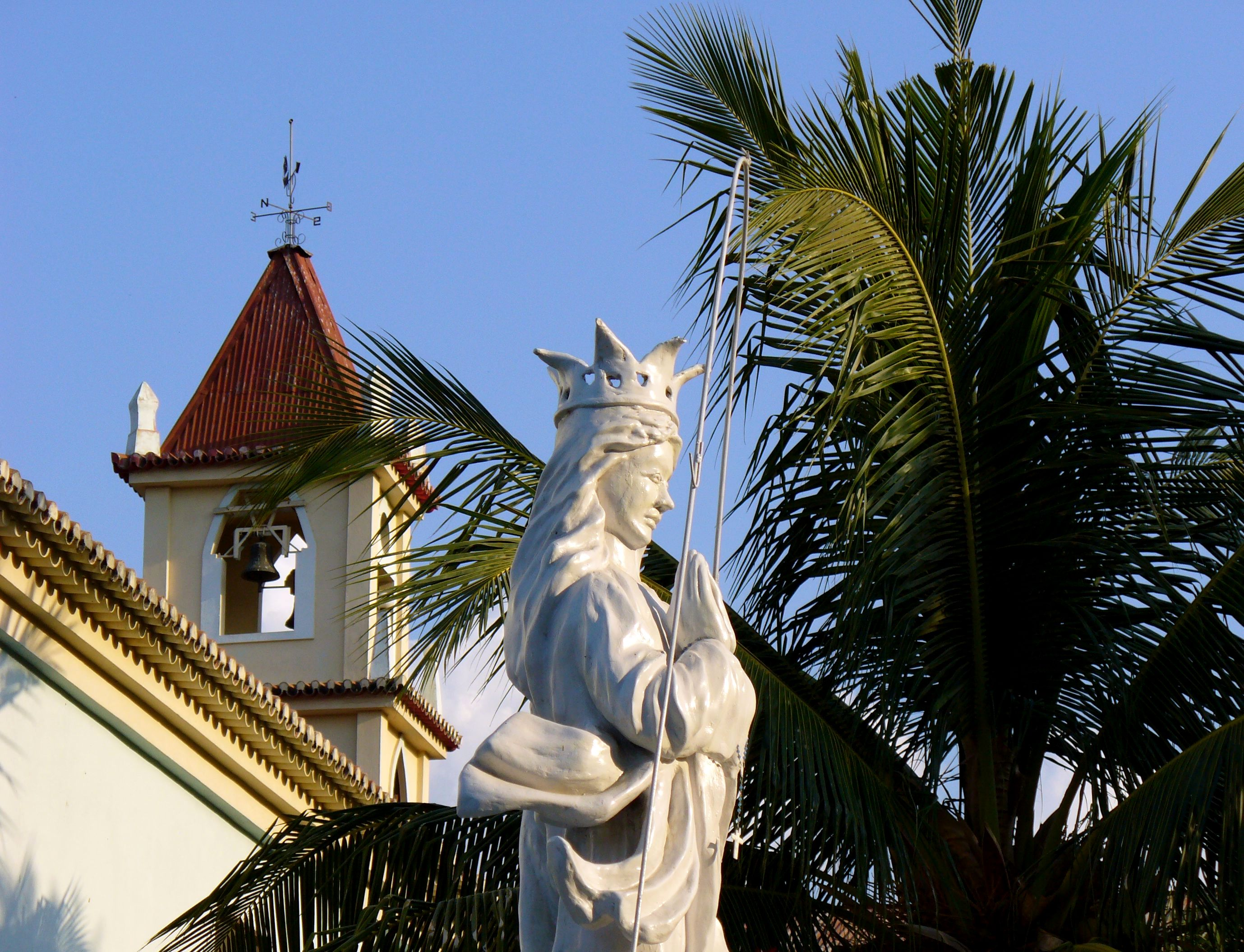
باليدي الكنيسة، وديلي

بعد الاستقلال أصبحت تيمور الشرقية إحدى دولتين فقط تتبعان الكنيسة الرومانية الكاثوليكية في آسيا (مع الفلبين). على الرغم من الأجزاء الأندونيسية القريبة من تيمور الشرقية تقطنها أغلبية كاثوليكية، بما في ذلك تيمور الغربية وفلوريس. يعرف السكان أنفسهم في الغالب روماً كاثوليك (97%)، على الرغم من أن التقاليد الوثنية المحلية تمتلك تأثيراً قوياً على الثقافة المحلية. تشمل الأقليات الدينية المسلمين (1%) (بما في ذلك رئيس الوزراء السابق مرعي الكثيري) والبروتستانت (1%) (بما في ذلك تاور ماتان رواك، قائد قوة الدفاع الوطني). الأقليات الأخرى الأصغر تشمل الهندوسية (0.5%) والبوذية (0.1%) وتشكل الأقليات الوثنية التقليدية الجزء المتبقي. نمت عضوية الكنيسة بشكل كبير في ظل الحكم الإندونيسي، حيث أن عقيدة الدولة الاندونيسية (بانكاسيلا) لا تعترف بالمعتقدات التقليدية، وتطلب من جميع المواطنين الايمان بالله. على الرغم من أن الصراع لم يكن حول الدين، فإن المؤسسة الكنيسة ذات جذور محلية عميقة في تيمور الشرقية لا تميز فقط المنطقة عن اندونيسيا المسلمة، ولكنها لعبت دورا هاما في حركة المقاومة، ممثلة في المطران كارلوس فيليبي خيمينيس بيلو الحائز على جائزة نوبل للسلام لعام 1996. يعترف الدستور بدور الكنيسة في تيمور الشرقية على الرغم من أنه ينص أيضا على كون الدولة علمانية تضمن حرية الدين للجميع.

### اللغات

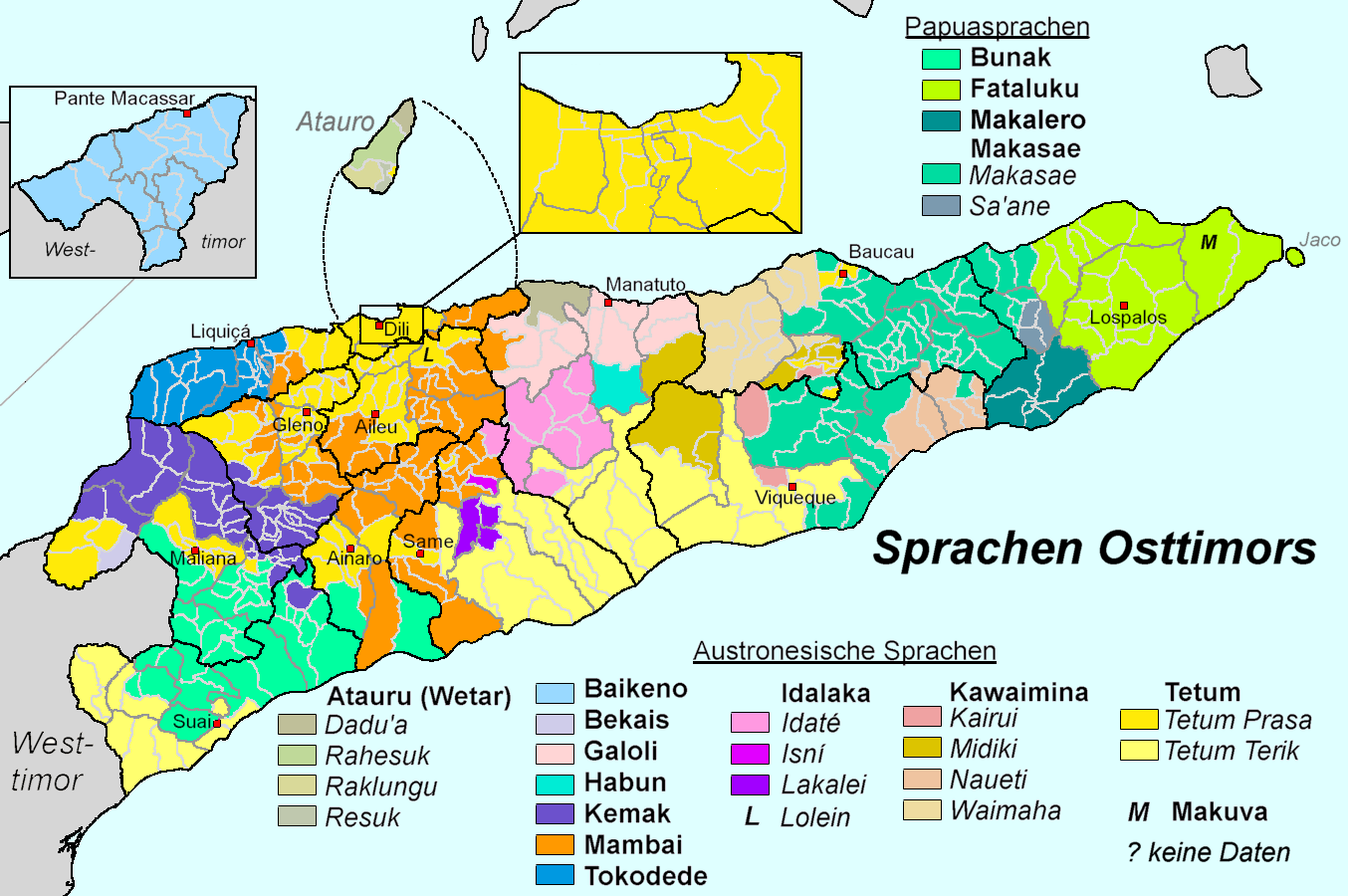
أكبر الجماعات اللغوية في sucos من تيمور الشرقية.

اللغتان الرسميتان في تيمور الشرقية هما البرتغالية والتيتومية، التي تنتمي إلى الأسرة الأسترونيزية التي يتحدث بها في جميع أنحاء جنوب شرق آسيا. الشكل السائد من التيتوم والمعروف باسم تيتون – ديلي، انبثق من لهجة اختارها المستعمرون في ديلي، وبالتالي تمتلك تأثيراً كبيراً من اللغة البرتغالية، لكن توجد أيضاً لهجات أخرى من التيتوم تستخدم على نطاق واسع في البلاد، بما في ذلك تيتون - تيريك التي يتحدث بها على طول الساحل الجنوبي الغربي. يتم تعريف الاندونيسية والإنجليزية كلغات عمل بموجب الدستور في الأحكام الختامية والانتقالية، من دون تحديد موعد نهائي. يتحدث أيضاً بـ 15 لغة محلية أخرى هي: بيكايس، بوناك، داوان، فاتالوكو، غالولي، هابون، ايدالاكا، كاوايمينا، كيماك، لوفايا، ماكاليرو، ماكاساي، مامباي، توكوديدي وويتاريسي.
حظر استخدام اللغة البرتغالية خلال الحكم الإندونيسي، لكنها استخدمت من قبل المقاومة السرية، وخاصة في التواصل مع العالم الخارجي. اكتسبت اللغة البرتغالية إلى جانب التيتوم أهمية باعتبارها رمزا للمقاومة والحرية واعتمدت كإحدى اللغتين الرسميتين لهذا السبب، ولكونها تربط البلاد بدول أخرى ناطقة بالبرتغالية. يجري الآن تدريسها والترويج لها على نطاق واسع بمساعدة من البرازيل والبرتغال والاتحاد اللاتيني. على الرغم من شهرتها في المجالين العام والرسمي فإنها تواجه بالعداوة من قبل بعض الشباب التيموريين ذوي التعليم الاندونيسي.
وفقاً لتقرير الأمم المتحدة للتنمية لعام 2006 (باستخدام بيانات من إحصاء رسمي)، يتقن اللغة البرتغالية 5 ٪ من سكان تيمور الشرقية. لكن تم التشكيك في صحة هذا التقرير من قبل أعضاء المعهد الوطني التيموري للغويات  الذي يؤكد أن نسبة المتحدثين بالبرتغالية تصل إلى 25 ٪ من التيموريين، كما أن عدد المتحدثين بها تضاعف في السنوات الخمس الماضية. إلى جانب اللغات المحلية الأخرى تيقى التيتوم الوسيلة الأكثر شيوعا للتواصل بين التيموريين العاديين. بينما لا تزال الاندونيسية تستخدم على نطاق واسع في وسائل الإعلام والمدارس خاصة الثانوية إلى الجامعة. ترجع العديد من الكلمات في التيتوم إلى اللغة البرتغالية لكنها أيضاً تحتوي العديد من الكلمات المشتقة من لغة الملايو مع الاندونيسية. لا تزال العديد من الكلمات الاندونيسية شائعة الاستخدام في لغة التيتوم وغيرها من اللغات التيمورية وخاصة الأعداد.
تيمور الشرقية عضو في مجموعة البلدان الناطقة باللغة البرتغالية المعروفة باسم أيضاً باسم رابطة لوسوفون. كما أنها عضو في الاتحاد اللاتيني. هي الدولة المستقلة الوحيدة في آسيا التي تستخدم البرتغالية كلغة رسمية، على الرغم من أن البرتغالية أيضا واحدة من اللغات الرسمية الخاصة بالمنطقة الإدارية ماكاو في الصين.

### الأعياد والعطلات الرسمية
العطل الرسمية في تيمور الشرقية هي إما مناسبات وطنية ذات دلالة تاريخية أو خاصة بمسيرة البلد نحو اللاستقلال أو دينية خاصة بالكاثوليكية والإسلام. يحددها قانون تيمور الشرقية رقم 10/2005 بي دي إف  (16.7 KB).
| التاريخ                    | الاسم                 | الملاحظات                                                                  |
| -------------------------- | --------------------- | -------------------------------------------------------------------------- |
| 1 يناير / كانون الثاني     | يوم رأس السنة         |                                                                            |
| آذار/مارس-نيسان/أبريل      | الجمعة العظيمة        |                                                                            |
| 1 أيار / مايو              | يوم العمال            |                                                                            |
| 20 أيار / مايو             | يوم استعادة الاستقلال | الذكرى السنوية لعودة السيادة للبلاد من حكومة الأمم المتحدة الانتقالية 2002 |
| أيار/مايو – حزيران / يونيو | كوربوس كريستي         |                                                                            |
| 30 آب/ أغسطس               | يوم المشاورة الشعبية  | الذكرى السنوية لاستشارة الشعب 1999                                         |
| 1 تشرين الثاني/ نوفمبر     | عيد كل القديسين       |                                                                            |
| 2 تشرين الثاني/ نوفمبر     | عيد كل الأرواح        |                                                                            |
| 12 تشرين الثاني/ نوفمبر    | يوم الشباب الوطني     | الذكرى السنوية لمجزرة ديلي 1991                                            |
| 28 تشرين الثاني/ نوفمبر    | يوم إعلان الاستقلال   | 1975                                                                       |
| 7 كانون الأول/ ديسمبر      | يوم الأبطال الوطنيين  | الذكرى السنوية لاجتياح القوات الأندونيسية للبلاد عام1975                   |
| 8 كانون الأول/ ديسمبر      | يوم مفهوم الطهارة     |                                                                            |
| 25 كانون الأول/ ديسمبر     | يوم الميلاد           |                                                                            |
| تواريخ مختلفة              | عيد الفطر             |                                                                            |
| تواريخ مختلفة              | عيد الأضحى            |                                                                            |

بالإضافة إلى ذلك يحدد قانون تيمور الشرقية أياماً تذكارية رسمية والتي لا تعتبر عطلاً رسمية لكنها قد تؤدي إلى تقليص يوم العمل عدة ساعات:
| التاريخ                     | الاسم                       |
| --------------------------- | --------------------------- |
| شباط/ فبراير – آذار/ مارس   | أربعاء الرماد               |
| آذار / مارس-نيسان/ أبريل    | الخميس المقدس               |
| أيار/ مايو – حزيران / يونيو | يوم صعود المسيح             |
| 1 حزيران / يونيو            | يوم الطفل العالمي           |
| 20 آب/ أغسطس                | يوم القوات المسلحة فالينتيل |
| 3 تشرين الثاني / نوفمبر     | يوم النساء الوطني           |
| 10 كانون الأول / ديسمبر     | يوم حقوق الإنسان العالمي    |

## الثقافة
تعكس الثقافة التيمورية تأثيرات عديدة، بما فيها البرتغالية والكاثوليكية والماليزية، وثقافات الشعوب الأصلية والأسترونيزية والميلانيزية في تيمور. تقول الأسطورة ان جزيرة تيمور هي أصلاً تمساح عملاق، لذلك تدعى الجزيرة أحياناً بجزيرة التمساح. تتأثر ثقافة تيمور الشرقية بشدة بالأساطير الأسترونيزية، على الرغم من أن تأثير الكاثوليكية قوي أيضاً. هناك تقليد قوي للشعر. رئيس الوزراء زانانا غوسماو على سبيل المثال من بين الشعراء المميزين. أما بالنسبة للعمارة، فيمكن العثور على بعض المباني على الطراز البرتغالي، إلى جانب المنازل التقليدية في المنطقة الشرقية. تعرف هذه المنازل باسم المنازل المقدسة أو «اوما لوليك» بلغة التيتوم، والمنازل بساقين أو لي تاينو بلغة فاتاكولو. تنتشر أيضاً المهارة اليدوية على نطاق واسع، كما هو الحال في نسج الأوشحة التقليدية أو «تايس».

### الرياضة
انضمت تيمور الشرقية للعديد من الجمعيات الرياضية الدولية، بما في ذلك اللجنة الأولمبية الدولية. منحت اللجنة الأولمبية الدولية عضوية كاملة للجنة الأولمبية لتيمور الشرقية. كما سمحت اللجنة الأولمبية الدولية لفريق رمزي يضم أربعة أعضاء بالمشاركة في دورة سيدني 2000 تحت العلم الأولمبي بوصفهم «رياضيين أولمبيين مستقلين». انضم اتحاد الرياضيين في تيمور الشرقية إلى الاتحاد الدولي لألعاب القوى. كما انضم اتحاد الريشة في تيمور الشرقية للاتحاد الدولي للريشة الطائرة في نيسان / أبريل 2003. كذلك هو الحال بالنسبة لاتحاد دراجي تيمور الشرقية واتحاد رفع الأثقال التيموري واتحاد تنس الطاولة. في أيلول / سبتمبر 2005، انضم فريق تيمور الشرقية لاتحاد كرة القدم الفيفا.
شاركت تيمور الشرقية في العديد من المناسبات الرياضية. على الرغم من أن الرياضيين عادوا من دون ميداليات، فقد أتيح لرياضيي تيمور الشرقية فرصة المنافسة مع غيرهم من دول جنوب شرق آسيا في ألعاب جنوب شرق آسيا لعام 2003 والتي عقدت في فيتنام. حصدت تيمور الشرقية ميدالية برونزية في دورة الألعاب البارالمبية في جنوب شرق آسيا لعام 2003 والتي عقدت أيضا في فيتنام. في دورة اثينا الأولمبية عام 2004، شارك ستة رياضيين في ثلاثة رياضات: ألعاب القوى ورفع الأثقال والملاكمة. فازت تيمور الشرقية بثلاث ميداليات في دورة الألعاب 2005 لجنوب شرق آسيا في أرنيس. كما كانت تيمور الشرقية أيضا واحدة من الدول المتنافسة في دورة الألعاب اللوسوفونية الأولى وفازت بالميدالية البرونزية في مسابقة الكرة الطائرة للسيدات (حلت ثالثة من بين ثلاثة فرق)، على الرغم من أن الفريق خسر جميع مبارياته الثلاث. في يوم 30 أكتوبر 2008، حصلت تيمور الشرقية على أولى نقاطها الدولية في كرة القدم بالتعادل 2-2 مع كمبوديا.

## التعليم في تيمور الشرقية
حوالي نصف السكان البالغين أميون. كما ترتفع معدلات الأمية في صفوف النساء. كانت نسبة الأمية 90 ٪ في نهاية الحكم البرتغالي. في عام 2006، وصلت نسبة الأطفال بعمر المدرسة الابتدائية غير الملتحقين 10-30 ٪. توجد الجامعة الوطنية لتيمور الشرقية. كما تلعب الاندونيسية دورا كبيرا في التعليم.

### الصحة
وصل متوسط العمر المتوقع عند الولادة إلى 60.7 في عام 2007. ويبلغ معدل الخصوبة ست ولادات لكل امرأة. يصل متوسط العمر الصحي المتوقع عند الولادة 55 سنة في عام 2007. كما أن معدل الإنفاق الحكومي على الصحة وصل إلى 150 دولارا أمريكياً (تعادل القوة الشرائية) للشخص الواحد في عام 2006. يفتقر العديدون في تيمور الشرقية للمياه الصالحة للشرب.